# 全州神社
全州神社（日语：／ Zenshū Jinja；：／ Jeonju Sinsa）是日治朝鮮全羅北道全州府華山面（現大韩民国全北特別自治道完州郡華山面）的神社。祭神為天照大神、明治天皇、国魂大神。社格為國幣小社。

## 歷史
全州神社始於1910年（明治43年）在全州府多佳山山頂建立的皇大神宮遙拜所。
1914年（大正3年），在當地居住的日本內地人經議論決定建立全州神社，在全羅北道內募捐，並在11月24日建成本殿以下的建築。1916年（大正5年）2月21日，神社建立申請在等待各設備完成時提出，基於《神社寺院規則》（大正4年朝鮮總督府令第82號），在9月27日獲准建立以天照大神為祭神的全州神社。
全州神社於1935年（昭和10年）11月28日增祀明治天皇與國魂大神，1936年（昭和11年）8月11日列道供進社，並應紀元2600年紀念事業實行搬遷改建之需，在1938年（昭和13年）7月組織奉贊會，但由於對外戰爭的時局，工程並無進展，最終未完成。
1944年（昭和19年）5月1日，全州神社列国幣小社。全州神社於日本投降，第二次世界大战战败後的1945年（昭和20年）11月17日廢止。